# 飛駒村
飛駒村（ひこまむら）は栃木県の南西部、安蘇郡に属していた村である。群馬県と接する。

## 地理
- 山岳：根本山
- 河川：彦間川、桐生川

## 歴史
- 1889年（明治22年）4月1日 町村制施行により、上彦間村が飛駒村となる。
- 1956年（昭和31年）9月30日 新合村とともに田沼町へ編入し廃止。
- 1968年（昭和43年）4月1日 田沼町飛駒の一部（入飛駒）が群馬県桐生市へ編入する。
- 2005年（平成17年）2月28日 田沼町が（旧）佐野市、葛生町と合併し佐野市となる。

## 人口
- 1920年（大正9年） ：3,648人
- 1930年（昭和5年） ：3,450人
- 1940年（昭和15年）：3,320人
- 1950年（昭和25年）：3,818人